# Нане (богиня)
Нане, Нанея (на арменски: Նանե) е богиня в арменската митология, дъщеря на върховния бог Арамазд. Предполага се, че култът към нея е от еламитски произход и е привнесен в Армения от Сирия: името „Нане“ се извежда от името на акадската богиня Наная. В Армения култът към нея явно се преплита с този към богинята-майка Анахит (в разговорната реч „нане“ е нарицателно за „баба, майка“), приближавана е и до фригийската богиня-майка Кибела. По-вероятно е обаче, на Нане да са присъщи функции на богиня на войната, защото в елинистическата епоха тя е отъждествена с Атина Палада.
Богинята има свое светилище в град Тил със статуя, поставена там от цар Тигран Велики. Светилището е разрушено след приемането на християнството в Армения през 301 г.